# Песок (Печорский район)
Песо́к — деревня в Печорском районе Псковской области России. Входит в состав сельского поселения «Круппская волость».
Расположена на севере района на берегу Псковского озера, в 8 км к юго-востоку от волостного центра, деревни Крупп. Севернее примыкает деревня Зимний Борок, южнее — Литовиж.

## Население
Численность населения деревни составляет 55 жителей (2000 год).
| 2001 | 2002 | 2010 |
| ---- | ---- | ---- |
| 55   | ↘54  | ↘37  |